# Llei de conservació
En física, una llei de conservació o principi de conservació afirma que una propietat mesurable determinada d'un sistema físic aïllat no canvia a mesura que el sistema evoluciona en el temps. La idea intuïtiva de conservació és fàcil de copsar: si col·loquem quelcom dins una caixa ben tancada, esperem una estona i després l'obrim, esperaríem trobar-hi el mateix que hi havíem ficat; en cas contrari és que una part ha sortit (o ha entrat) o bé que ha canviat. Els principis de conservació són una idea tan forta en física que cada vegada que no s'ha pogut verificar per a algun cas particular, l'anomalia ha dut a descobriments importants.
La magnitud que no varia s'anomena invariant i actualment es coneixen una sèrie d'invariants físics que mai s'ha observat que violessin la propietat de conservació:
- conservació de l'energia (inclosa la massa)
- conservació de la quantitat de moviment
- conservació del moment angular
- conservació de la càrrega elèctrica
- conservació de la càrrega de color
- simetria CPT

Algunes lleis de conservació que inicialment es pensava que eren vàlides sempre s'ha descobert posteriorment que només eren vàlides en condicions determinades i, per tant, no són realment principis de conservació (en altres paraules, la magnitud física no sempre es manté constant):
- conservació del nombre bariònic
- conservació del nombre leptònic
- conservació de la massa (només es conserva si no es tenen en compte efectes relativistes, en realitat cal considerar-la com a part de l'energia del sistema)
- conservació de la paritat
- simetria CP

Es pot demostrar que hi ha una relació íntima entre les lleis de conservació i determinades transformacions matemàtiques del sistema físic en qüestió, anomenades simetries. Aquesta relació queda expressada en el teorema de Noether i afirma que a cada simetria del sistema li correspon una i només una quantitat conservada (un invariant); a més el teorema ens permet calcular quin és aquest invariant. La idea de simetria d'un sistema físic es pot comprendre fàcilment; per exemple, un sistema té simetria de translació si al desplaçar-lo una certa longitud es manté igual, o té simetria de rotació si al girar-lo un cert angle també queda igual. Amb el teorema de Noether podem associar la simetria de translació amb la conservació del moment lineal o quantitat de moviment: si el sistema té simetria de translació la quantitat de moviment serà un invariant d'aquest sistema.